# Donja Pološnica
Donja Pološnica (en serbe cyrillique : Доња Полошница) est un village de Serbie situé dans la municipalité de Kosjerić, district de Zlatibor. Au recensement de 2011, il comptait 62 habitants.

## Démographie
| 1948 | 1953 | 1961 | 1971 | 1981 | 1991 | 2002 | 2011 |
| ---- | ---- | ---- | ---- | ---- | ---- | ---- | ---- |
| 219  | 265  | 206  | 242  | 192  | 159  | 97   | 62   |

|  |